# Ігнасіо Скокко
Ігнасіо Скокко (ісп. Ignacio Scocco, нар. 29 травня 1985, Санта-Фе) — аргентинський футболіст, нападник клубу «Рівер Плейт».
Виступав, зокрема, за клуби «Ньюеллс Олд Бойз» та «Рівер Плейт», а також національну збірну Аргентини.

## Клубна кар'єра
Вихованець футбольної академії клубу «Ньюеллс Олд Бойз», в якій навчався з 14 років. У віці 19 років 4 квітня 2004 року він дебютував в аргентинській Прімері під керівництвом Амеріко Гальєго в матчі проти «Сан-Лоренсо». У тому ж році він разом граючи пліч-о-пліч з такими футболістами, як Фернандо Беллускі і Аріель Ортега допоміг команді виграти Апертуру 2004. За три сезони в стані «бойз» Ігнасіо забив 16 м'ячів в 76 зустрічах.
В липні 2006 року Скокко перейшов в мексиканський «УНАМ Пумас». Сума трансферу склала 3,5 млн доларів. У матчі проти «Хагуарес Чьяпас» він дебютував в  мексиканській Прімері. У поєдинку проти «Веракруса» Скокко забив свій перший м'яч за новий клуб. У зустрічі з «Керетаро» він зробив хет-трик. Загалом Ігнасіо відіграв за команду з Мехіко два сезони своєї ігрової кар'єри. Граючи у складі «УНАМ Пумас» також здебільшого виходив на поле в основному складі команди і був одним з головних бомбардирів команди, маючи середню результативність на рівні 0,34 голу за гру першості.
18 червня 2008 року Ігнасіо підписав трирічний контракт з грецьким клубом АЕК. Сума трансферу склала 1,5 млн доларів. Пізніше в інтерв'ю Скокко зізнався, що грати в Європі — це його мрія. У АЕКу він став четвертим аргентинським футболістом, після Себастьяна Саха, Ісмаеля Бланко і Крістіана Насуті.
Вдалий виступ Скокко в грецькій Суперлізі привернув увагу італійських «Фіорентини», «Удінезе» і «Дженоа». 6 січня 2010 року в матчі проти « Олімпіакоса» Ігнасіо забив два голи і допоміг своїй команді здобути перемогу. Один з м'ячів у цьому протистоянні він забив ударом з 40 метрів, згодом він був визнаний найкращим голом сезону, також Скокко був визнаний гравцем матчу. У вересні він забив два голи в протистоянні Ліги Європи 2010/11 проти «Хайдука». У сезоні 2010/11 Ігнасіо допоміг АЕКу виграти Кубок Греції.
Влітку 2011 року Скокко підписав контракт з клубом «Аль-Айн» з ОАЕ. Сума трансферу склала 2,8 млн євро. 21 жовтня в матчі проти «Аль-Вахди» він дебютував в чемпіонаті ОАЕ. 13 грудня в поєдинку проти «Аль-Аглі» Скокко забив свій перший гол за новий клуб. Влітку 2012 року Ігнасіо покинув команду через складнощі з адаптацією в мусульманському укладу життя своєї сім'ї і повернувся в рідний «Ньюеллс Олд Бойз».
Повернення в рідний клуб вийшло тріумфальним. Скокко став найкращим бомбардиром аргентинської Прімери, знову став чемпіоном і отримав запрошення в збірну Аргентини. У розіграші Кубка Лібертадорес 2013 року він забив чотири голи в п'яти матчах, вразивши ворота клубів «Універсідад де Чилі», «Олімпії» та двічі «Депортіво Лара».
У 2013—2014 роках Скокко без особливого успіху виступав у бразильському «Інтернасьйоналі» і англійському «Сандерленді», після чого знову повернувся в «Ньюеллс Олд Бойз». У 2014—2017 роках Начо в різних турнірах забив 33 голи за рідну команду, вийшовши на сьоме місце в списку найкращих бомбардирів «лепросос» за всю історію.
28 червня 2017 року Скокко перейшов в «Рівер Плейт» за 3 млн доларів США. 28 серпня в матчі проти «Темперлея» він дебютував за нову команду. У цьому ж поєдинку Ігнасіо забив свій перший гол за клуб. У матчі-відповіді 1/4 фіналу Кубка Лібертадорес 2017 року Скокко забив п'ять голів у ворота болівійського «Хорхе Вільстерманна». У тому ж році він став володарем Кубка Аргентини, відзначившись забитим м'ячем у фіналі, а в наступному виграв і Кубок Лібертадорес 2018 року. Станом на 28 грудня 2018 року відіграв за команду з Буенос-Айреса 30 матчів в національному чемпіонаті.

## Виступи за збірні
27 липня 2004 року в матчі проти молодіжної збірної Колумбії Скокко дебютував за молодіжну команду Аргентини. На молодіжному рівні зіграв у 12 офіційних матчах, забив 3 голи.
22 листопада 2012 року в матчі Суперкласіко де лас Амерікас проти збірної Бразилії Ігнасіо дебютував у складі національної збірної Аргентини. У цьому поєдинку він забив два голи і допоміг своїй команді здобути перемогу.

## Статистика виступів

### Статистика клубних виступів
| Сезон                        | Команда                      | Чемпіонат                    | Чемпіонат | Чемпіонат | Національний кубок | Національний кубок | Національний кубок | Континентальні кубки | Континентальні кубки | Континентальні кубки | Інші змагання | Інші змагання | Інші змагання | Усього | Усього |
| Сезон                        | Команда                      | Ліга                         | Ігор      | Голів     | Ліга               | Ігор               | Голів              | Ліга                 | Ігор                 | Голів                | Ліга          | Ігор          | Голів         | Ігор   | Голів  |
| ---------------------------- | ---------------------------- | ---------------------------- | --------- | --------- | ------------------ | ------------------ | ------------------ | -------------------- | -------------------- | -------------------- | ------------- | ------------- | ------------- | ------ | ------ |
| 2003–04                      | «Ньюеллс Олд Бойз»           | ПД                           | 5         | 0         | -                  | -                  | -                  | -                    | -                    | -                    | -             | -             | -             | 5      | 0      |
| 2004–05                      | «Ньюеллс Олд Бойз»           | ПД                           | 34        | 3         | -                  | -                  | -                  | -                    | -                    | -                    | -             | -             | -             | 34     | 3      |
| 2005–06                      | «Ньюеллс Олд Бойз»           | ПД                           | 36        | 4+9       | -                  | -                  | -                  | ПАК+КЛ               | 2+?                  | 0+4                  | -             | -             | -             | 38+    | 17     |
| 2006–07                      | «УНАМ Пумас»                 | ПД                           | 17+17     | 6+5       | -                  | -                  | -                  | -                    | -                    | -                    | -             | -             | -             | 34     | 11     |
| 2006–07                      | «Толука»                     | ПД                           | 2         | 1         | -                  | -                  | -                  | -                    | -                    | -                    | -             | -             | -             | 2      | 1      |
| 2007–08                      | «УНАМ Пумас»                 | ПД                           | 17+23     | 7+10      | -                  | -                  | -                  | -                    | -                    | -                    | -             | -             | -             | 40     | 17     |
| Усього за «УНАМ Пумас»       | Усього за «УНАМ Пумас»       | Усього за «УНАМ Пумас»       | 74        | 28        |                    | -                  | -                  |                      | -                    | -                    |               | -             | -             | 74     | 28     |
| 2008–09                      | АЕК                          | СЛ                           | 32        | 7         | КГ                 | 7                  | 3                  | КУЄФА                | 2                    | 0                    | -             | -             | -             | 41     | 10     |
| 2009–10                      | АЕК                          | СЛ                           | 30        | 9         | КГ                 | 1                  | 0                  | ЛЄ                   | 6                    | 2                    | -             | -             | -             | 37     | 11     |
| 2010–11                      | АЕК                          | СЛ                           | 27        | 10        | КН                 | 6                  | 0                  | ЛЄ                   | 7                    | 2                    | -             | -             | -             | 40     | 12     |
| Усього за АЕК                | Усього за АЕК                | Усього за АЕК                | 89        | 26        |                    | 14                 | 3                  |                      | 15                   | 4                    |               | -             | -             | 118    | 33     |
| 2011–12                      | «Аль-Айн»                    | СЛ                           | 19        | 9         | КЛ+КЕ              | 1+6                | 0+2                | -                    | -                    | -                    | -             | -             | -             | 26     | 11     |
| 2012–13                      | «Ньюеллс Олд Бойз»           | ПД                           | 17+15     | 13+11     | КА                 | 1                  | 0                  | КЛ                   | 12                   | 6                    | -             | -             | -             | 45     | 30     |
| 2013                         | «Інтернасьйонал»             | A                            | 17        | 3         | КБ                 | 4                  | 1                  | -                    | -                    | -                    | -             | -             | -             | 21     | 4      |
| 2013–14                      | «Сандерленд»                 | ПЛ                           | 6         | 0         | КА                 | 2                  | 0                  | -                    | -                    | -                    | -             | -             | -             | 8      | 0      |
| 2014                         | «Ньюеллс Олд Бойз»           | ПД                           | 12        | 3         | -                  | -                  | -                  | -                    | -                    | -                    | -             | -             | -             | 12     | 3      |
| 2015                         | «Ньюеллс Олд Бойз»           | ПД                           | 23        | 7         | -                  | -                  | -                  | -                    | -                    | -                    | -             | -             | -             | 23     | 7      |
| 2015–16                      | «Ньюеллс Олд Бойз»           | ПД                           | 16        | 2         | КА                 | 2                  | 1                  | -                    | -                    | -                    | -             | -             | -             | 5      | 0      |
| 2016–17                      | «Ньюеллс Олд Бойз»           | ПД                           | 25        | 12        | КА                 | 1                  | 2                  | -                    | -                    | -                    | -             | -             | -             | 5      | 0      |
| Усього за «Ньюеллс Олд Бойз» | Усього за «Ньюеллс Олд Бойз» | Усього за «Ньюеллс Олд Бойз» | 184       | 64        |                    | 4                  | 3                  |                      | 14+                  | 10                   |               | -             | -             | 202+   | 77     |
| 2017–18                      | «Рівер Плейт»                | ПД                           | 12        | 6         | КА                 | 2                  | 0                  | КЛ                   | 4                    | 6                    | -             | -             | -             | 18     | 12     |
| Усього за кар'єру            | Усього за кар'єру            | Усього за кар'єру            | 402       | 137       |                    | 33                 | 9                  |                      | 33+                  | 20                   |               | -             | -             | 469+55 | 166+65 |

### Статистика виступів за збірну
| Дата       | Місто        | Господарі | Результат | Гості    | Турнір                            | Голи | Примітки |
| ---------- | ------------ | --------- | --------- | -------- | --------------------------------- | ---- | -------- |
| 22-11-2012 | Буенос-Айрес | Аргентина | 2 – 1     | Бразилія | Суперкласіко де лас Амерікас 2012 | 2    |          |
| Усього     |              | Матчів    | 1         |          | Голів                             | 2    |          |

## Титули і досягнення

### Командні
- Чемпіон Аргентини (2):

«Ньюеллс Олд Бойз»: Апертура 2004, Фіналь 2013
- Володар Кубка Греції (1):

АЕК: 2010–11
- Чемпіон ОАЕ (1):

«Аль-Айн»: 2011–12
- Володар Кубка Аргентини (2):

«Рівер Плейт»: 2017, 2019
- Володар Суперкубка Аргентини (1):

«Рівер Плейт»: 2017
- Володар Кубка Лібертадорес (1):

«Рівер Плейт»: 2018
- Переможець Рекопи Південної Америки (1):

«Рівер Плейт»: 2019

### Особисті
- Найкращий бомбарлир чемпіонату Аргентини: Інісіаль 2012(13 голів, разом із Факундо Феррейрою), Фіналь 2013 (11 голів, разом з Еммануелем Джильйотті)